# Карловачки партизански одред
Карловачки народноослободилачки партизански (НОП) одред је био партизанска јединица у саставу Народноослободилачке војске и партизанских одреда Југославије током Другог светског рата у Југославији. 

## Историјат
Формиран је 17. април 1943. у рејону Босиљева од 5. батаљона Кордунашког НОП одреда, партизанских група са подручја Северин—Босиљево и бораца 6. и 8. дивизије НОВЈ. Приликом формирања имао је један батаљон, али је 24. маја формиран 2. батаљон, у првој половини септембра 3. батаљон и Северинска чета, а 27. октобра од Северинске чете формиран је и 4. батаљон; тад је Карловачки НОП одред имао око 600 бораца наоружаних са 324 пушке, 11 аутомата, 29 пушкомитраљеза, 5 митраљеза, 2 минобацача и 35 пиштоља. Од формиирања до 30. августа 1943. био је под командом Главног штаба НОВ и ПО за Хрватску, затим до 30. децембра под 4. корпусом, кад је ушао у састав Групе НОП одреда 4. корпуса; од краја јула 1944. под командом је 34. дивизије све до њеног расформирања. Карловачки НОП одред дејствовао је у захвату комуникације Карловац—Огулин—Врбовско, самостално или у садејству са јединицама 4. и 11. корпуса НОВЈ. Водио је борбе и у простору између река Купе и Мрежнице. Поред осталих акција успешно је напао 20. октобра код села Поповог Села (на путу Огулин—село Трошмарија) из заседе немачку колону; 21. јануар 1944. на просторији Брајаковог Брда, села Бегуњара, Доње Кучевице, Ладешића, Нетретића (код Карловца) одбио је напад јаких немачких и усташко–домобранских снага, а 13. фебруара водио жестоке борбе код села Нетретића и код села Винског Врха против усташа. Почетком марта 1944. Одред је из свог састава издвојио људство за формирање Карловачке бригаде, па је остао са четири чете, укупне јачине око 90 бораца. Већ 30. априла 1944. нараста на један батаљон и три самосталне чете, а у октобру је формиран и 2. батаљон; тада је у Одреду било око 250 бораца. Карловачки НОП одред је 4. априла водио
жестоке борбе на просторима села: Храшча, Брезник, Југовац, Залука, Велика Пака и Правутина против усташких и домобранских снага, а 10. маја на просторији села Озаљ, Рибник, Нетретић; 20. јула Одред је у рејону села Брајаковог Брда (близу Карловца) успешно из заседе напао усташку колону, а 18. августа у рејону села Храшча,
села Великог Ерјавеца и Брезника одбио напад усташких снага. Успешне борбе против усташа и домобрана настављене су у септембру и у октобру. Одред је 1/2. децембра учествовао у ослобођењу Горњег Покупја, кад је заробио 50 домобрана, а 20. марта 1945. ослободио је село Јашково и село Мали Ерјавец. Крајем априла 1945. Карловачки НОП одред је расформиран, а његово људство попунило
је јединице 34. дивизије НОВЈ.